# Hooglandtafelboom
Hooglandtafelboom (Cordia laevifrons is een struik of kleine boom die in 1935 voor het eerst geldig beschreven werd door de Amerikaanse botanicus Ivan Murray Johnston.
De twijgen zijn donker en dichtbehaard maar worden gladder naar de top. De bladeren zijn dik, elliptisch tot langwerpig lansvormig of omgekeerd eivormig en meten 12–25 cm in lengte en 6–14 cm in de breedte. De bloemblaadjes zijn wit en vormen een gladde buis van 6 mm lang. De vrucht is glad, eivormig en ongeveer 10–14 mm lang
De boom volgt het architecturele groeimodel van Prévost. In het geslacht Cordia geldt dit ook voor C. curassavica maar niet voor C. alliodora. Die soort volgt het model van Fagerlind.
De boom komt in Suriname en het Franse departement Guyane  voor. Hij is een belangrijke component van het bos bij Paris Jacobkreek in Nickerie R. en is ook bij Snake Creek in Marataka R. in Guyana aangetroffen in een bostype dat vooral door Demerara-groenhart Ocotea rodiaei en moraboekea Mora gonggrijpii gekenschetst wordt.

Het is een van de soorten die bostafelhout levert.